# حوليات يوشع المعمادي المنحولة
تاريخ يشوع المعمادي المنحول أو حوليات يوشع المعمادي المنحولة هي حوليات سريانية مجهولة المصدر تعود إلى الفترة 494-506 م. عنوانه الحقيقي كما ورد في المخطوطة هو (سرد تاريخي لفترة الضيق التي حدثت في الرها ووسط بلاد الرافدين). وهي مقسمة بين حدثين مؤلمين وقعا في الرها والمنطقة المحيطة بها:
1. تفشي الطاعون والجراد والمجاعة من عام 494 إلى 502
2. الحرب الرومانية الفارسية من عام 502 إلى 506.

وهو أقدم عمل باقٍ من أعمال الحوليات والسجلات السريانية، يقدم هذا العمل الروايةَ الأكثر تفصيلًا للحرب الرومانية الفارسية. وقد كُتب في وقت قريب من الأحداث التي يصفها وبالتالي فهو ذو قيمة تاريخية عالية.

## ملحوظات
تحوي هذه المقالة معلومات مترجمة من الطبعة الحادية عشرة لدائرة المعارف البريطانية لسنة 1911 وهي الآن ضمن الملكية العامة.
1. 1 2 3 4 5  مذكور في: Clavis Historicorum Antiquitatis Posterioris. Clavis Historicorum Antiquitatis Posterioris work ID: 625. الوصول: 15 سبتمبر 2023. لغة العمل أو لغة الاسم: الإنجليزية. تاريخ النشر: يونيو 2018.
2. ↑  مذكور في: Clavis Historicorum Antiquitatis Posterioris. Clavis Historicorum Antiquitatis Posterioris work ID: 625. لغة العمل أو لغة الاسم: الإنجليزية. تاريخ النشر: يونيو 2018.
3. ↑  Clavis Historicorum Antiquitatis Posterioris work ID: 625. الوصول: 15 سبتمبر 2023.
4. ↑  Watt & Trombley 2000، صفحة xi.

## فهرس
- Harrak، Amir، المحرر (1999). The Chronicle of Zuqnīn, Parts III and IV: A.D. 488–775. Pontifical Institute of Mediaeval Studies.
- Palmer، Andrew (1993). The Seventh Century in the West-Syrian Chronicles. Liverpool University Press.
- Watt، J. W.؛ Trombley، Frank R.، المحررون (2000). The Chronicle of Pseudo-Joshua the Stylite. Liverpool University Press. ISBN:9780853235859.
- Watt، John W. (2018) [2011]. "Yeshuʿ the Stylite". في Sebastian P. Brock؛ Aaron M. Butts؛ George A. Kiraz؛ Lucas Van Rompay (المحررون). Gorgias Encyclopedic Dictionary of the Syriac Heritage: Electronic Edition. Gorgias Press [online ed. Beth Mardutho]. مؤرشف من الأصل في 2025-01-25.
- Witakowski، Witold، المحرر (1996). Pseudo-Dionysius of Tel-Mahre: Chronicle (known also as the Chronicle of Zuqnin), Part III. Liverpool University Press.

## روابط خارجية
- الترجمة الإنجليزية بقلم ويليام رايت على Tertullian.org
- الترجمة الإنجليزية بقلم ويليام رايت على موقع Archive.org